# Чехия на «Евровидении-2008»
На Евровидение 2008 Чехию представила певица Тереза Керндлова (чеш. Tereza Kerndlová) с песней «Have Some Fun». Песня не прошла в финал, заняв предпоследнее место.

## Национальный отбор
Национальный отбор прошёл 26 января 2008 года.
| #  | Исполнитель      | Песня              |
| -- | ---------------- | ------------------ |
| 1  | Gipsy.cz         | Benga beating      |
| 2  | Tereza Kerndlová | Have some fun      |
| 3  | Čechomor         | Józef, mój kochany |
| 4  | Sámer Issa       | Pick a star        |
| 5  | L.B.P.           | Don’t leave me     |
| 6  | Temperamento     | Další den prijde   |
| 7  | Le Monde         | Another chance     |
| 8  | Toxique          | Two sides          |
| 9  | Iva Frühlingová  | Partir et revenir  |
| 10 | Daniel Nekonecný | Holiday            |

## Голосование
Во втором полуфинале Тереза Керндлова заняла 18-е (второе с конца) место с 9 баллами и не прошла в финал. 5 баллов чешской певице дала Македония, 2 — Хорватия, 1 — Мальта, 1 — Турция.
| Позиция | Страна      | Баллы |
| ------- | ----------- | ----- |
| 1       | Армения     | 22    |
| 2       | Украина     | 20    |
| 3       | Сербия      | 14    |
| 4       | Россия      | 13    |
| 5       | Азербайджан | 10    |

## Интересные факты
- Бэк-вокалистками Терезы Керндловой были исполнительницы из группы TWiiNS, которые выступали уже от Словакии на Евровидении-2011.